# Stora Rödde
Stora Rödde är en bebyggelse i Everlövs socken nordväst om Blentarp i Sjöbo kommun. Vid SCB:s ortsavgränsning 2020 avgränsades här en småort